# Hop (plant)
Hop (Humulus lupulus) is een plant uit de hennepfamilie (Cannabaceae), die in West-Europa in het wild voorkomt, en daar vroeger ook veel geteeld werd. De hopbellen (vruchtkegels) worden als conserveer- en smaakmiddel gebruikt bij de bereiding van bier. Hop is een tweehuizige vaste plant die overwintert als wortelstok. De soort komt van nature voor in het grootste deel van de gematigde- en koude zone van het noordelijk halfrond, ten noorden van de 32e breedtegraad. Door de teelt ten behoeve van de bierproductie heeft de hop zijn areaal uitgebreid naar Zuid-Amerika, Zuid-Afrika, Australië en Tasmanië.

## Beschrijving
Hop is een tweehuizige, vaste, rechtswindende klimplant. Het is een hemikryptofyt: de plant overwintert als wortelstok, de bovengrondse scheuten zijn kruidachtig en eenjarig. De stengel is knobbelig en ruw. De bladeren zijn tegenoverstaand, lang gesteeld met steunblaadjes aan basis van de bladsteel, en hebben een hartvormige voet en gezaagde rand. Meestal zijn ze gelobd, met drie, soms vijf lobben. De bladeren aan de top van de stengel kunnen ongedeeld zijn.
De bloemen, die in Noordwest-Europa verschijnen van juli tot september, groeien in pluimen in de bladoksels, bij de mannelijke bloeiwijzen staan de bloemen afzonderlijk aan het eind van de pluimsteeltjes, bij de vrouwelijke bloeiwijzen staan aan het eind van de pluimstelen aartjes met meerdere bloemen. Hieruit ontwikkelen zich de karakteristieke 'hopbellen', eivormige vruchtkegels die in augustus/september aan de vrouwelijke plant groeien.

### Hopvariëteiten
Er zijn vijf natuurlijke variëteiten van de hop benoemd.
Net als bij andere cultuurgewassen worden er van de hop verschillende cultivar) gekweekt (zie Lijst van hopvariëteiten). Er bestaat ook een siervariant, de cultivar Humulus lupulus 'Aureus', met goudgele bladeren (de gouden hop), gekweekt door het Wye College in Kent.
Veel van de nieuwe Engelse cultivars van de zeventiger jaren hebben een donkerrode rank, terwijl de oudere rassen een groene rank hebben. De kleur van de rank, de vorm van het blad, de kleur van het blad en van de hopbel, de vorm en de grootte van de hopbel en uiteindelijk het aroma van de rijpe hopbel zijn punten die het mogelijk maken de verschillende hopvariëteiten te herkennen.

## Taxonomie
De hop is een plant uit het geslacht Humulus in de familie van de Cannabaceae (hennepfamilie). De naam van het geslacht en de soort werden in 1753 door Linnaeus gepubliceerd in Species plantarum. Linnaeus citeerde verschillende andere werken maar wees geen type-exemplaar aan. In 1978 wees Ernest Small uit het beschikbare materiaal het specimen Clifford Herbarium 458, Humulus 1 (BM-000647487) aan als "lectotype". Dit specimen bevindt zich in het British Museum of Natural History. De soortaanduiding lupulus is een zelfstandig naamwoord en het verkleinwoord van "lupus" (wolf). De naam werd volgens John Ray al door Plinius de Oudere als geslachtsnaam voor de hop genoemd.
In het geslacht Humulus is een handvol soorten benoemd, waarvan een deel later is gereduceerd tot variëteit van H. lupulus. Van deze soort worden nu de volgende variëteiten onderscheiden:
- H. lupulus var. lupulus – Europese hop
- H. lupulus var. cordifolius (Miquel) Maximowicz – Japanse hop
- H. lupulus var. neomexicanus A. Nelson & Cockerell – Amerika (noordwestelijke staten) en Canada
- H. lupulus var. pubescens E. Small – Amerika (midden- en westelijke staten)
- H. lupulus var. lupuloides E. Small – Amerika (oostelijke staten)

## Oorsprong
Op grond van de verspreiding van de hedendaagse genetische variatie, stellen Murakami et al. dat het geslacht Humulus waarschijnlijk in China is ontstaan. Als aanvullende aanwijzing hiervoor noemen ze dat alle drie de tegenwoordig nog onderscheiden soorten (H. lupulus L., H. japonicus Siebold & Zuccarini [syn. H. scandens (Loureiro) Merrill] en H. yunnanensis Hu) in China voorkomen en dat één ervan een endeem is. Volgens dezelfde auteurs heeft H. lupulus zich 6,38 miljoen jaar geleden, in het Mioceen, gescheiden van H. japonicus. De eerste soort heeft zich daarna in een aantal variëteiten gesplitst. Aangezien de nu bekende variëteiten H. lupulus var. lupuloides, H. lupulus var. neomexicanus en H. lupulus var. pubescens uit Noord-Amerika en H. lupulus var. cordifolius uit Oost-Azië nauwer aan elkaar verwant zijn dan aan H. lupulus var. lupulus, moet de soort zich volgens Murakami et al. eerst in twee variëteiten hebben gesplitst waarvan de een, in het noordwesten van China, de voorouder van var. lupulus was, en de ander, in het zuidoosten, de voorouder van de overige. Dit zou 1,05 (±0,28) tot 1,27 (±0,30) miljoen jaar geleden, in het Pleistoceen, gebeurd zijn. De noordwestelijke variëteit, H. lupulus var. lupulus, heeft zich daarna over West-Azië en Europa verspreid. De zuidoostelijke variëteit heeft zich over Oost-Azië en Noord-Amerika verspreid, en zich verder ontwikkeld tot de vier nu bekende variëteiten. De scheiding tussen de Oost-Aziatische en Noord-Amerikaanse variëteiten moet vervolgens 0,46 (±0,17) tot 0,69 (±0,21) miljoen jaar geleden hebben plaatsgehad.
Op grond van de genetische variatie in H. lupulus var. lupulus, concluderen de auteurs dat deze variëteit niet recent door mensen in Europa is geïntroduceerd. H. lupulus komt dus van nature in Europa voor. De geringe genetische variatie in de Europese populatie laat zich geheel verklaren door de laatste ijstijd (Weichselien), waarna de soort zich in hoog tempo vanuit het zuiden opnieuw in vrijwel heel Europa vestigde.

## Ecologie
Hop groeit op voedselrijke, humeuze, gewoonlijk vochtige grond, maar niet op zeeklei. In elzen- en wilgenbossen groeit hop vaak op de hoogste delen, zoals rond de stammen. Hop klimt graag in doornstruwelen. De plant groeit vaak samen met andere lianen zoals bitterzoet (Solanum dulcamara), heggenduizendknoop (Fallopia dumetorum), wilde kamperfoelie (Lonicera periclymenum), bosrank (Clematis vitalba), en heggenrank (Bryonia cretica).
Hop is een van de waardplanten van de gehakkelde aurelia. Aan het eind van de negentiende eeuw gold hop als de voornaamste waardplant voor deze vlinder in Groot-Brittannië en veroorzaakten de rupsen soms grote schade in de teelt van dit gewas. De hopwortelboorder (Hepialus humuli) leeft behalve van hop ook van wilde peen, paardenbloem en zuring. Hij kan schade veroorzaken in hopkwekerijen.

### Plantengemeenschap
De hop is een kensoort voor de associatie van sleedoorn en eenstijlige meidoorn (Pruno-Crataegetum).

## Hop in bier
De lupulinekorreltjes uit de vruchtkegels van de vrouwelijke plant (hopbel) worden vanwege de alfazuren en de etherische oliën (aroma's) gebruikt als grondstof voor bier. Gehopt bier is geattesteerd vanaf de 9e eeuw in Karolingisch Europa, met name in monastieke middens. Het was tegelijk conserveermiddel en smaakmaker, toegevoegd om de bitterheid en het aroma. Daarnaast werd in de middeleeuwen ook bier zonder hop geproduceerd, hoofdzakelijk met gruit. Hop vergde minder graan en gaf een dunner, minder zoet bier. De plant werd belangrijker toen de Noord-Duitse hanzesteden vanaf circa 1200 bier over langere afstanden gingen exporteren. Het duurde nog tot de 19e eeuw vooraleer men alle parameters die de kwaliteit van het hoppen beïnvloeden, goed beheerste.
Zeker in de Engelse bitters en in de meeste Belgische speciaalbieren is hop onmisbaar, omdat er in die bieren veel meer van wordt toegevoegd dan in lagerbieren. Een biertype waarbij speciaal veel hop wordt gebruikt is India pale ale. Voorheen werd dat sterk gehopt om het houdbaar te maken voor de lange reis per schip naar India. Moderne India pale ales worden met moderne, aromatische hoppen gehopt, waarbij een geur en smaak van tropisch fruit ontstaat.

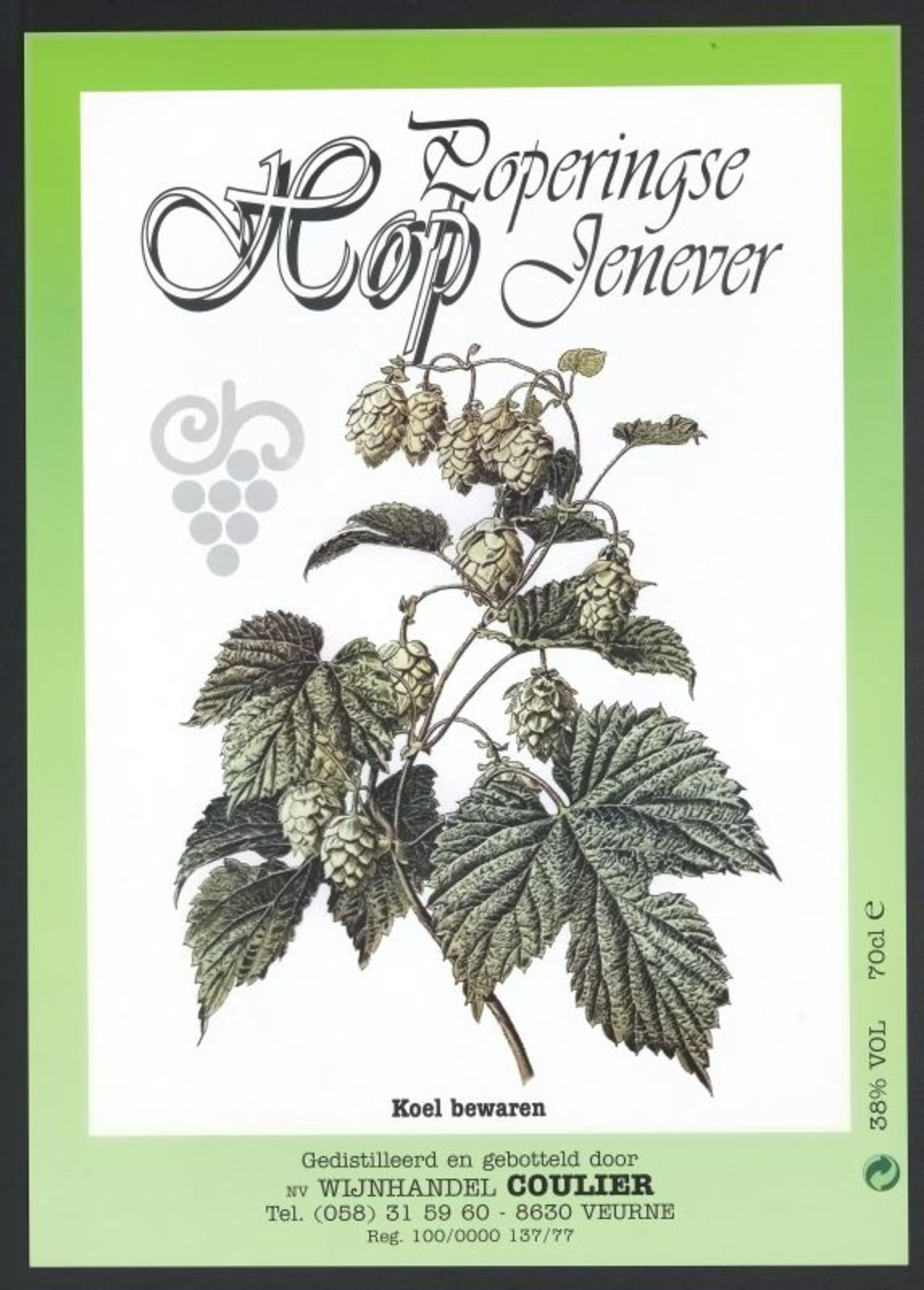
Hop wordt niet alleen gebruikt in bier, er kan ook jenever van worden gestookt.

Overjarige hop heeft een kaasgeur, die het gevolg is van de oxidatie van bètazuren die gedurende de opslag plaatsheeft. Voor lambiek gebruikt de brouwer deze overjarige hop, waarvan de vluchtige bitterstoffen vervlogen zijn, maar die alle andere hopeigenschappen nog heeft. Vroeger werd de variëteit Coigneau (Aalst - Asse) aangewend voor lambiek, omdat deze hopvariëteit zeer weinig bitterheid gaf.

### Bitterheid
De bittere smaak wordt hoofdzakelijk veroorzaakt door de aanwezigheid van alfa- en bètazuren in de hop. Deze smaken op zichzelf niet bitter maar tijdens het brouwproces (met name het koken) worden ze geïsomeriseerd, waarbij de alfazuren worden omgezet in iso-alfazuren, en die smaken wel bitter. De hoeveelheid alfazuren is afhankelijk van de hopvariëteit en varieert van 2 tot 18%.

### Aroma
Gekweekte hoprassen verschillen van elkaar in onder andere de hoeveelheid en verhouding van de verschillende aroma's, hetgeen van belang is voor de smaak van het bier. In de verschillende hopvariëteiten varieert het percentage etherische oliën van 0,5% tot 5%.

### Water
De hopbellen van de vrouwelijke hopplant bevatten bij de oogst circa 80% water, wat als gevolg zou hebben dat de bellen verrotten indien ze in die toestand bewaard zouden worden. Daarom moeten de hopbellen direct bij de oogst gedroogd worden om het gehalte aan water terug te brengen tot maximaal 10%. De EU schrijft dit ook wettelijk voor. Het drogen wordt gedaan in eesthuizen. Het drogen is een belangrijk deel van het oogsten en verwerken van de hopbellen. Indien te lang en bij te hoge luchttemperatuur (hoger dan 65 graden Celsius) gedroogd wordt, verliest de hop een deel van het aroma. Indien meteen na de oogst met verse (ongedroogde) hop gebrouwen wordt, heeft het bier daarom ook meer aroma. Brouwen met "natte" hop kan dus alleen gedurende een zeer korte tijd na de oogst, daar "natte" hoppen niet houdbaar zijn.
Sommige brouwerijen brouwen met de verse hop tijdens de oogstperiode een speciaalbier. De eerste brouwerij die daarmee rond 1992 begon was de Wadworth Brewery in Devizes, Engeland, daarna gevolgd door vele brouwerijen in Engeland en vervolgens in andere landen, onder meer Brouwerij De Ranke (Hop Harvest) en Brouwerij De Plukker (Plukker Single Hop 2012) in België. Op het Great American Beer Festival begon men in 2012 met een categorie voor bieren gebrouwen met verse ("natte") hop. De eerste brouwerij in de VS die deze techniek toepaste was in 1994 de Sierra Nevada Brewery in Chico, Californië. Deze brouwerij won in deze nieuwe categorie een gouden medaille bij het Great American Beer Festival van 2012.

## Het verbouwen van hop
Vanouds werd hop verbouwd daar waar er brouwerijen waren. Het ontbreken van een infrastructuur om grondstoffen van over grotere afstand bij de brouwerij te krijgen, leidde ertoe dat brouwerijen samenwerkten met boeren om hop en gerst te telen. Sommige microbrouwerijen doen dat tegenwoordig weer. In 2005 werd naar schatting zo'n 80.000 ton hop geoogst, van 55.000 hectare land, verspreid over de hele wereld.
In Vlaanderen werd hop verbouwd in de streek rond Aalst en Asse waar nu nog maar twee hopboeren hopvelden hebben, en wordt het nog steeds verbouwd in de Westhoek rond Poperinge (waar van hommel wordt gesproken). Het areaal neemt hier door de sterke concurrentie uit het buitenland gestaag af.
In Nederland wordt sinds 1997 voor de Gulpener Bierbrouwerij hop verbouwd in het Zuid-Limburgse Reijmerstok.
Eerder werd hop ook verbouwd op bijvoorbeeld de zandgronden in Noord-Brabant en in het noordoosten van het land. Het Brabantse Schijndel stond in de 14e eeuw bekend om de hophandel en in Veghel stond midden in het dorp ooit een hopwaag. Het Drentse Peize stond van de 16e tot de 18e eeuw bekend als hopdorp. Een 'museumtuin' midden in het dorp, vele namen, en een Peizer bier herinneren daar nog aan.
Nederlandse (Vlaamse) hopboeren hebben begin 1500 hoptuinen aangeplant in Kent, Engeland en van daaruit werden hoptuinen aangelegd bij brouwerijen tot in Aberdeen in Schotland.
In Duitsland wordt op meer dan 18.000 hectare hop verbouwd. Het is daarmee nog steeds een van de grootste hopproducerende landen ter wereld. Een populaire aromahop - Saaz - komt inmiddels vrijwel exclusief uit het voormalige Oostblok rond Tsjechië (Bohemen) en wat uit Hongarije.
In de noordwestelijke staten van de Verenigde Staten, met name in de staat Washington, wordt veel hop verbouwd. Kleinere hoeveelheden worden verbouwd in de staten Oregon en Idaho. Hier wordt ook geëxperimenteerd met nieuwe variëteiten, die minder lange stengels produceren (dwerghopvariëteiten) waardoor de teelt en oogst eenvoudiger en goedkoper worden. De gewone hop heeft stengels die groeien tot een hoogte van zes tot negen meter, de nieuwe variëteiten komen niet hoger dan ruim twee meter. In de Verenigde Staten worden in vergelijking met andere hopproducerende landen de meeste verschillende hopvariëteiten verbouwd, circa 50 in getal.
In gebieden waar er hop wordt geteeld, zijn de mannelijke hopplanten niet gewenst. In België bestaat er zelfs een wettelijk verbod uit 1987 dat in de omgeving van de hopteelt, binnen een straal van 5 km rond de hopplantage, de mannelijke hopplant verbiedt. Bij het vaststellen van wilde hop dient de eigenaar vóór 1 juni van elk jaar de mannelijke plant te vernietigen.

## Effecten van hop
Aan het extract van hop wordt een rustgevende en slaapverwekkende werking toegeschreven. Met dit doel wordt het soms in thee verwerkt. Ook wordt het beschouwd als maagversterkend. Een van de in hop voorkomende stoffen is lupuline, met een fyto-oestrogene werking.
Mensen die met de hand de rijpe hopbellen plukten, kregen nogal eens klachten die de 'hopplukkersziekte' genoemd werden. Ze bestonden uit verschijnselen als hoofdpijn, ademhalingsklachten en huidirritatie. De vraag is of dit te maken had met de hop of met de chemicaliën waarmee de hop werd bespoten gedurende het groeiproces.

## Hop als groente
Hopscheuten worden gebruikt als groente en zijn beschikbaar in maart en april. Alleen de bovenste zeven cm is eetbaar, de rest is te vezelig. De teelt is vergelijkbaar met die van witlof. De wortels worden ingekuild of op stromend water getrokken bij 15 °C.

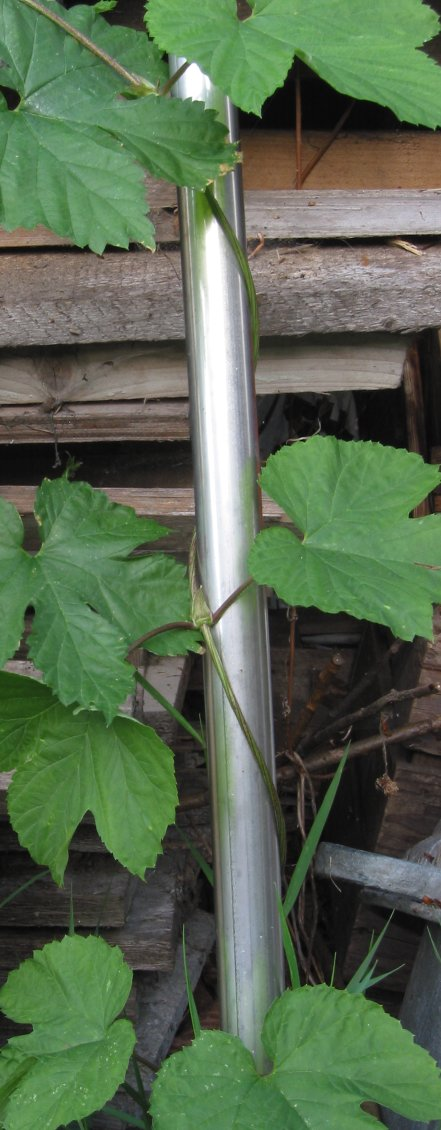
stengel
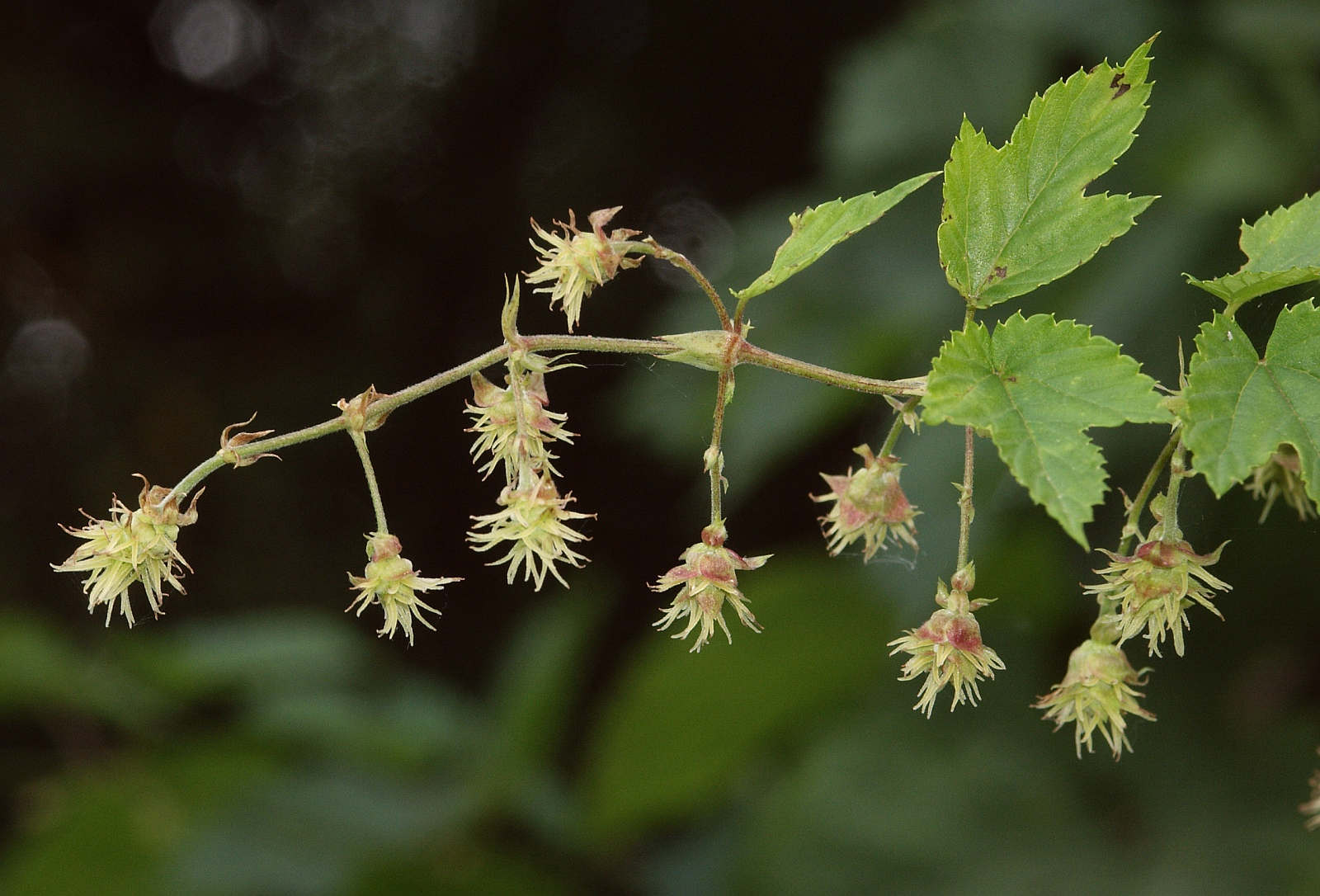
vrouwelijke bloeiwijze
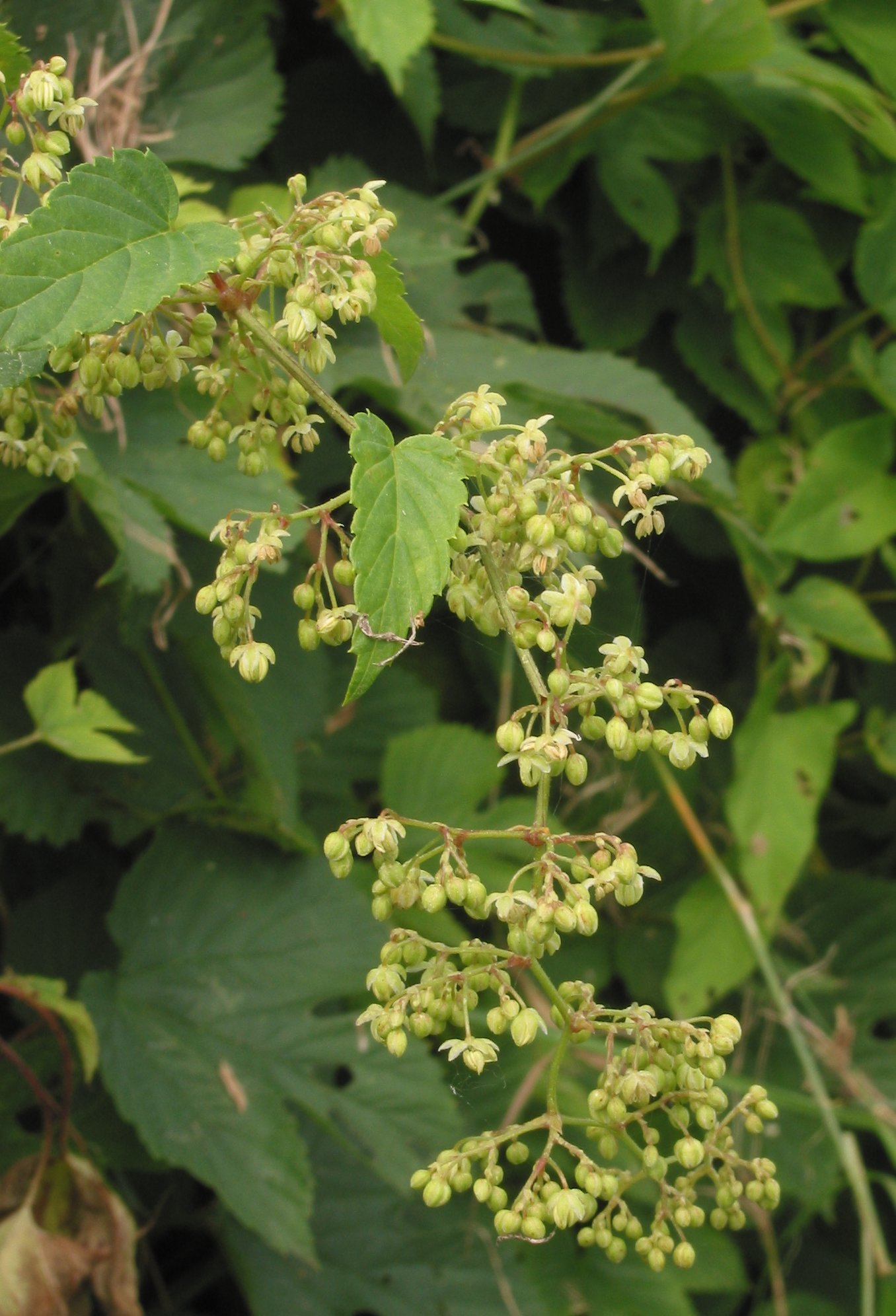
mannelijke plant
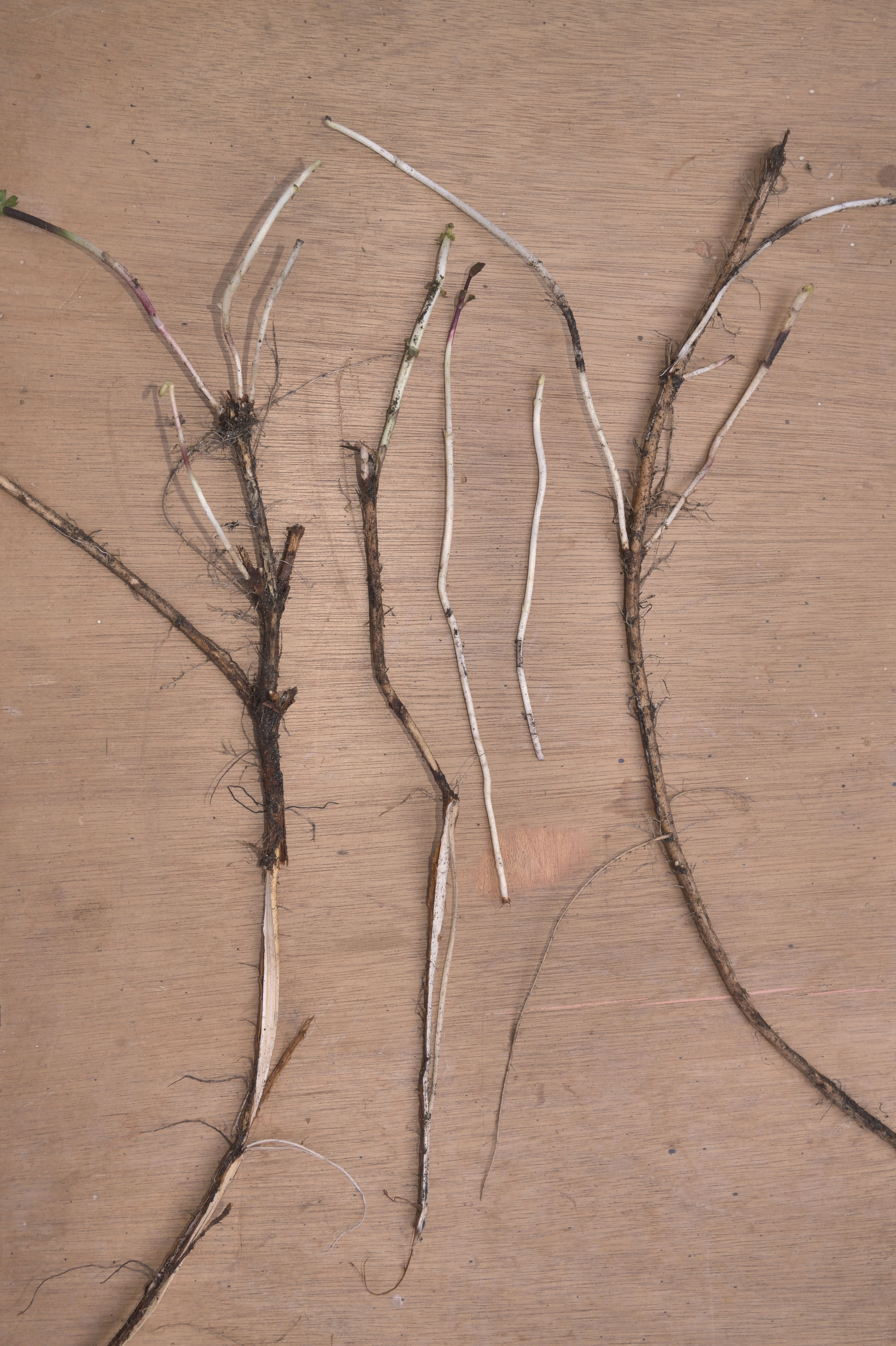
jonge scheuten